# Olympische Winterspiele 1976/Teilnehmer (Rumänien)
| Gelbes Symbol für Goldmedaillen mit stilisierten Olympischen Ringen | Graues Symbol für Silbermedaillen mit stilisierten Olympischen Ringen | Braundes Symbol für Bronzemedaillen mit stilisierten Olympischen Ringen |
| ------------------------------------------------------------------- | --------------------------------------------------------------------- | ----------------------------------------------------------------------- |
| —                                                                   | —                                                                     | —                                                                       |

Rumänien nahm an den Olympischen Winterspielen 1976 in Innsbruck mit einer Delegation von 32 Männern teil. Der Biathlet Gheorghe Gârniță wurde als Fahnenträger für die Eröffnungsfeier ausgewählt.

## Teilnehmer nach Sportarten

### Ski Alpin
Herren:
- Ion Cavași
Abfahrt: 57. Platz – 2:00,19 min
Riesenslalom: DNF
Slalom: 30. Platz – 2:21,32 min
- Dan Cristea
Abfahrt: 49. Platz – 1:55,63 min
Riesenslalom: 45. Platz – 4:05,29 min
Slalom: 34. Platz – 2:27,57 min

### Biathlon
Herren:
- Nicolae Cristoloveanu
20 km: 45. Platz – 1:28:15,53 h; 8 Fehler
4 × 7,5 km Staffel: 10. Platz – 2:09:54,40 h; 7 Fehler
- Victor Fontana
4 × 7,5 km Staffel: 10. Platz – 2:09:54,40 h; 7 Fehler
- Gheorghe Gârniță
20 km: 31. Platz – 1:25:00,71 h; 4 Fehler
4 × 7,5 km Staffel: 10. Platz – 2:09:54,40 h; 7 Fehler
- Gheorghe Voicu
20 km: 16. Platz – 1:21:01,52 h; 5 Fehler
4 × 7,5 km Staffel: 10. Platz – 2:09:54,40 h; 7 Fehler

### Bob
Zweierbob:
- Gheorghe Lixandru/Ion Panțuru (ROU I)
11. Platz – 3:50,09 min
- Costel Ionescu/Dragoș Panaitescu-Rapan (ROU II)
12. Platz – 3:50,53 min

Viererbob:
- Costel Ionescu/Gheorghe Lixandru/Paul Neagu/Dragoș Panaitescu-Rapan (ROU I)
8. Platz – 3:43,91 min
- Mihai Nicolau/Ion Panțuru/Constantin Romaniuc/Alexe Gheorghe Tănăsescu (ROU II)
14. Platz – 3:46,39 min

### Eishockey
Herren: 7. Platz
| - Elöd Antal - Dumitru Axinte - Marian Costea - Șandor Gal - Ioan Gheorghiu - Vasile Huțanu - Alexandru Hălăucă - Ion Ioniță - George Justinian | - Tiberiu Mikloș - Vasile Morar - Doru Moroșan - Valerian Netedu - Eduard Pană - Marian Pisaru - Doru Tureanu - Dezideriu Varga - Nicolae Vișan |